# 警務處高級助理處長
警務處高級助理處長（英文：Senior Assistant Commissioner of Police，縮寫：SACP）是香港警察職級其中一個憲委級職級，相當於首長級公務員薪級D3，為高級警官的級別；位於警務處助理處長之上，警務處副處長之下。由於屬於香港警務處首長級人員，所以必須由行政長官委任及在《香港政府憲報》中公佈。2020年7月前，香港警務處共有4名警務處高級助理處長，分別領導香港警察總部的行動處、刑事及保安處、人事及訓練處及監管處，並且及擔任各處之處長崗位。香港警務處於2020年7月隨國安公署在港設立，增設國家安全處，並委任一名警務處高級助理處長擔任處長，令警務處高級助理處長的人數增至5人。此外，財務、政務及策劃處處長（首長級乙級政務官）及香港輔助警察隊總監亦屬警務處高級助理處長職級，由特首委任。
根據警務處網頁的資料，現任高級助理處長名單包括行動處處長呂錦豪、人事及訓練處處長蔡展鵬、刑事及保安處處長陳東、監管處處長趙詠蘭、國家安全處處長江學禮、財務、政務及策劃處處長陳圳德及香港輔助警察隊總監梁世光。

## 歷史
香港警察職級乃參考自英國警銜，英國警銜則參考自英國軍銜，一般分為將軍、校尉、士官以及兵的職級。警務處高級助理處長為少將職級。首任警務處高級助理處長為韋磊夫和管儀，於1964年4月1日獲委任。首位華人警務處高級助理處長為李君夏，於1984年6月1日獲委任，並先後在1985年4月和1989年12月成爲首位華人副處長和處長。首位女性高級助理處長為趙慧賢，於2014年9月19日獲委任，並在2017年7月晉升爲副處長（管理），是爲首位女性副處長。

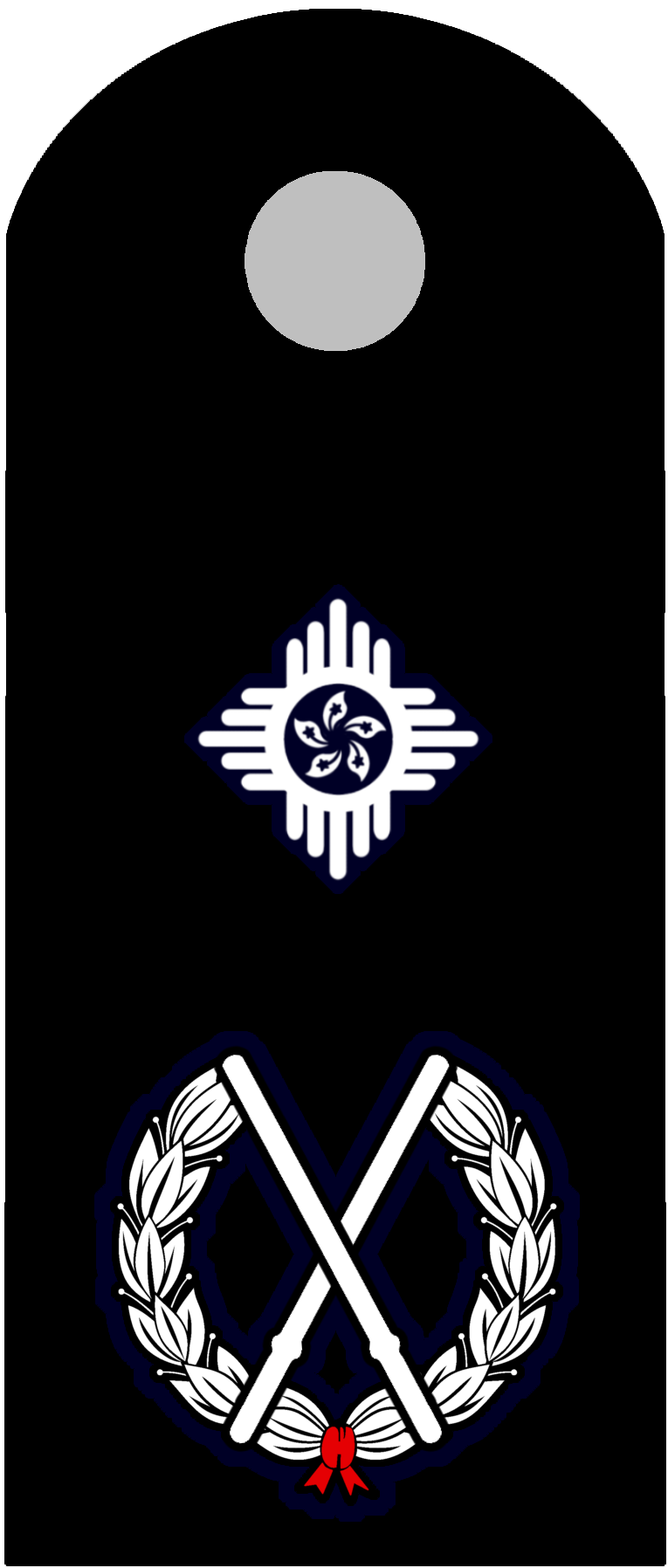
警務處高級助理處長肩章

## 徽章衣飾
警務處高級助理處長的襯衣為白色，领章繡上雙條紐紋， 肩章以英国陆军少将军衔标志为蓝本，上有一枚雙杖嘉禾花及一枚軍星，警帽上有單條銀色葉片邊飾。

## 輔警隊總監
香港輔助警察隊總監階級為警務處高級助理處長（輔警），根據《香港輔助警隊條例》和《警察通例》，總監高級助理處長（輔警）階級較正規警察的警務處高級助理處長為低，階級位於正規高級助理處長和助理處長中間，以此類推。現任總監為梁世光。

## 著名警務處高級助理處長
- 洋人薛富
- 洪克伟，已退休，曾任行動處處長。
- 李林泉，已退休，現任安民警衛董事。
- 鄧厚江，已退休，曾任監管處處長。
- 李建輝，已退休，曾任人事及訓練處處長。
- 李志恒，已退休，曾任刑事及保安處處長。
- 郭蔭庸，已退休，曾任行動處處長。
- 楊祖賜，已退休，曾任輔警總監，正職為新鴻基集團市務總監。
- 伍靜國，已退休，曾任行動處處長，後轉任懲教署署長。
- 周富祥，已退休，曾任刑事及保安處處長。其後擔任機場保安有限公司行政總裁，因涉嫌濫用職權曾被廉政公署逮捕。妻子爲藝人柳影虹。
- 羅夢熊，已退休，曾任刑事及保安處處長，妻子為著名音樂指揮家葉詠詩。
- 區志光，曾任刑事及保安處處長、保安局副局長，現任香港特別行政區政府第2任维護國家安全委員會秘書長。
- 林曉彤，曾任監管處處長，現任香港特別行政區政府第1任维護國家安全委員會副秘書長。
- 蔡展鵬，現任人事及訓練處處長，前國家安全處處長。
- 江學禮，現任國安處處長。
- 梁世光，現任輔警總監。